# Abdelaziz Belaïd
Pour les articles homonymes, voir Belaïd.
Abdelaziz Belaïd, né le 16 juin 1963 à Merouana en Algérie, est un homme politique algérien. Après avoit été cadre du Front de libération nationale (FLN) et député pendant dix ans, il fait scission pour fonder son parti, le Front El Moustakbal. Il se présente à l'élection présidentielle de 2014, où il obtient 3,06 % des voix et se classe troisième, puis à celle de 2019, où il se classe dernier avec 6,6 %.

## Biographie
Abdelaziz Belaïd est docteur en médecine et titulaire d'une licence en droit. Il est marié et père de cinq enfants.

### Engagements de jeunesse
Durant sa jeunesse, il est membre des Scouts musulmans algériens, dont il devient rapidement cadre à l'échelon national,. Il dirige l'Union nationale des étudiants algériens de 1986 à 2007 et est élu président du bureau des étudiants de la wilaya de Batna.

### Au Front de libération nationale
En 1999, Abdelaziz Belaïd succède à Abderrachid Boukerzaza (en) au poste de secrétaire général de l'Union nationale de la jeunesse algérienne (UNJA), une formation satellite au Front de libération nationale (FLN) dont il est membre depuis ses vingt-trois ans. Il intègre ensuite le comité central du FLN sous la tutelle de son leader Ali Benflis, et en devient le plus jeune membre. Il est élu député de 1997 à 2007 dans la wilaya d'Alger,.
Il soutient la candidature de Benflis à l'élection présidentielle de 2004 face au président sortant Abdelaziz Bouteflika, ce qui lui coute ses fonctions à l'UNJA et au FLN.

### Avec le Front El Moustakbal
Adelaziz Belaïd quitte le FLN en 2011 pour fonder l'année suivante le Front El Moustakbal, un petit parti considéré comme proche du pouvoir,, dont il est le secrétaire général. Aux élections législatives de 2012, il obtient deux sièges, avec 1,9 % des voix, puis 809 sièges aux municipales (ar) de la même année. En 2014, il bénéficie également d'un fauteuil au Conseil de la nation.
Belaïd se présente à l'élection présidentielle de 2014 face à Ali Benflis et Abdelaziz Bouteflika. Âgé de cinquante ans, il est le plus jeune des candidats. Presque inconnu, il se classe troisième sur six candidats et obtient 328 000 voix, soit 3 % des suffrages exprimés. Boutelflika est élu dès le premier tour avec plus de 80 % ; il est accusé de fraude.
En janvier 2019, il annonce sa candidature à la nouvelle élection présidentielle, avant de se retirer le lendemain du dépôt, s'opposant à la candidature de Bouteflika. L'élection, prévue pour le 18 avril, est finalement reportée au mois de juillet. Entre-temps, dans le contexte des manifestations du Hirak algérien, Bouteflika démissionne. Belaïd se représente, ignorant l'opposition des manifestants qui ne souhaitent pas de cette élection. Après une période d'incertitude, et malgré le fait qu'il ait obtenu le nombre de parrainages suffisant, il se retire de la course le 25 mai.
Un troisième processus électoral est enclenché, pour déboucher sur un scrutin en décembre. Abdelaziz Belaïd dépose son dossier de candidature en octobre, avec plus de 77 000 parrainages d'électeurs. Elle est validée le mois suivant par l'Autorité nationale indépendante des élections. Il concourt de nouveau contre son mentor Ali Benflis. Le 9 novembre, il dévoile son plan électoral axé sur la lutte contre la corruption et la récupération de l'argent détourné.
À l'issue du scrutin, le 12 décembre 2019, Abdelaziz Belaïd obtient 568 000 voix, soit 6,7 %, finissant dernier des cinq candidats.